# Neoempheria lutzi
Neoempheria lutzi är en tvåvingeart som beskrevs av Edwards 1940. Neoempheria lutzi ingår i släktet Neoempheria och familjen svampmyggor. Inga underarter finns listade i Catalogue of Life.